# Praskowja Nikititschna Angelina

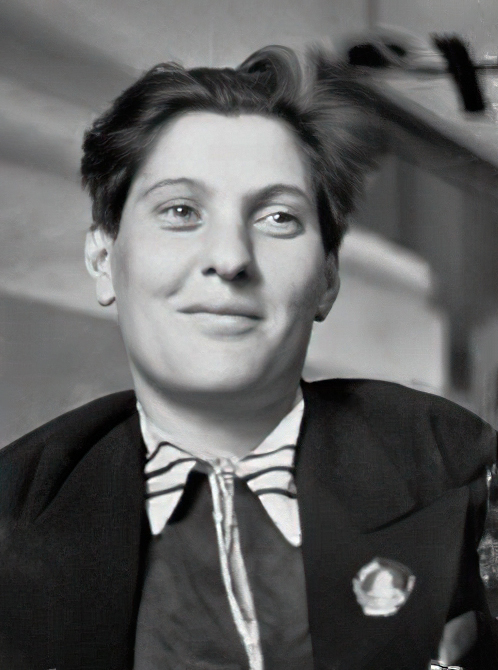
Pascha Angelina

Praskowja (Pascha) Nikititschna Angelina (russisch Прасковья (Паша) Никитична Ангелина; * 30. Dezember 1912jul. / 12. Januar 1913greg. in Starobeschewo; † 21. Januar 1959 in Moskau) war eine sowjetische Traktoristin und Stalinpreisträgerin.

## Leben
Angelina stammte aus einer griechischen Familie, die im späten 18. Jahrhundert mit anderen griechischen Familien aus der Krim nach Starobeschewo eingewandert war. Ihr Vater war Knecht, und ihre Mutter tünchte Hütten. Angelina sprach Griechisch und lokales Türkisch.
1929 schloss Angelina als eine der ersten Frauen ihre Traktoristenausbildung ab und arbeitete in der Maschinen-Traktoren-Station Starobeschewo. 1933 organisierte sie dort eine Frauentraktorenbrigade und leitete sie. 1935 gehörte sie zu den Meistern der Landwirtschaftsarbeit, die im Moskauer Kreml in einer Konferenz mit Partei- und Staatsvertretern zusammenkamen. Dort versprach sie 10 weitere Frauentraktorenbrigaden. 1937 wurde sie Mitglied der KPdSU. Durch Planübererfüllung wurde sie zum Symbol der technischen Bildung der sowjetischen Arbeiterinnen. Dank ihrer gesellschaftlichen Stellung und ihrer Popularität wurde sie nicht Opfer der NKWD-Verfolgung der Griechen 1937–1938. 1938 unterzeichnete sie den Aufruf mit der Losung 100000 Freundinnen auf die Traktoren!. Sie studierte an der Timirjasew-Landwirtschaftsakademie Moskau mit Abschluss 1940.
Während des Deutsch-Sowjetischen Kriegs arbeitete Angelina in der Evakuierung im Rajon Aqsai als Traktoristin auf den Feldern. Nach dem Kriege kehrte sie nach Starobereschewo zurück. 1948 erschien ihr Buch über die Menschen der Kolchos-Felder. Sie war Abgeordnete im Obersten Sowjet der UdSSR und Delegierte auf den KPdSU-Kongressen.
Infolge ihres ständigen Kontakts mit Motoröl und Dieselkraftstoff starb Angelina an Leberzirrhose in Moskau. Sie wurde in Starobeschewo begraben. Dort wurde eine Straße nach ihr benannt, ein Museum eröffnet und eine Bronzebüste aufgestellt.
Angelinas Schwestern und Brüder waren ebenfalls Traktoristen. Ihr Mann war Parteifunktionär, wurde im Krieg schwer verwundet und starb 1947.

## Ehrungen, Preise
- Leninorden (1935, 1947, 1954)[2]
- Orden des Roten Banners der Arbeit (1939)[2]
- Stalinpreis III. Klasse (1946)[2]
- Held der sozialistischen Arbeit (1947, 1958)[2]